# Ochna lanceolata
Ochna lanceolata är en tvåhjärtbladig växtart som beskrevs av Spreng.. Ochna lanceolata ingår i släktet Ochna och familjen Ochnaceae. Inga underarter finns listade i Catalogue of Life.